# Línguas baritas
As línguas baritas são cerca de vinte línguas austronésias da Indonésia (Bornéu), mais o malgaxe – a língua nacional de Madagascar. Elas recebem esse nome em referência ao rio Barito, localizado em Calimantã Meridional, Indonésia.
O subgrupo barito foi proposto pela primeira vez por Hudson (1967), compreendendo três ramos: Barito Oriental, Barito Ocidental e Mahakam (Barito-Mahakam). Alguns acreditam que se trata de um "Sprachbund", ou seja, um conjunto de línguas influenciadas entre si, em vez de um clado genuíno. Por exemplo, Adelaar (2005) rejeita a classificação das línguas baritas como um grupo válido, embora aceite grupos menos tradicionais, como o  e o Malayo-sumbawano.
A língua malgaxe tem origem nas línguas do sudeste de Barito, e a língua mais próxima é a ma'anyan, que possui inúmeras palavras emprestadas do malaio (próximo ao indonésio) e do javanês. É sabido que o povo Ma'anyan foi trazido como trabalhadores e escravos por malaios e javaneses em suas frotas comerciais, que chegaram a Madagascar por volta de 50-500 d.C.